# Einkommensteuererklärung (Österreich)
Die Einkommensteuererklärung ist die schriftliche Erklärung eines Steuerpflichtigen über seine Einkommensverhältnisse.  Sie dient als Grundlage für die Ermittlung der festzusetzenden Einkommensteuer.
Die Einkommensteuererklärung wird vom Steuerpflichtigen oder seinem Bevollmächtigten (meist ein Steuerberater) erstellt und beim zuständigen Finanzamt – in der Regel elektronisch – eingereicht.
Von der Einkommensteuererklärung zu unterscheiden ist die Erklärung zur Arbeitnehmerveranlagung. Mit der Arbeitnehmerveranlagung wird zwar auch die Einkommensteuer veranlagt, jedoch ist sie für Steuerpflichtige vorgesehen, die im Veranlagungsjahr ausschließlich lohnsteuerpflichtige Einkünfte erzielt haben. Sollten in einem Kalenderjahr andere Einkünfte zu erklären sein, ist beim Finanzamt ein Wechsel auf die Einkommensteuererklärung bekannt zu geben.

## Pflicht zur Abgabe einer Einkommensteuererklärung
Zur Abgabe einer Einkommensteuererklärung ist jeder verpflichtet, dessen Einkünfte im Veranlagungsjahr eine der folgenden Bedingungen erfüllt haben:
- neben lohnsteuerpflichtigen Einkünften wurden andere Einkünfte in Höhe von in Summe 730 Euro erzielt und das gesamte Einkommen hat den Betrag von 12.000 Euro überschritten (ausgenommen davon sind endbesteuerte Kapitalerträge)
- sofern keine lohnsteuerpflichtigen Einkünfte bestanden, wenn mindestens Einkünfte in Höhe von in Summe 11.000 Euro erzielt wurden
- wenn Sonstige Einkünfte aus privaten Grundstücksveräußerungen vorliegen, von denen nicht die Immobilienertragsteuer selbstberechnet und abgeführt wurde
- wenn Einkünfte aus Kapitalvermögen bestehen, die nicht der Kapitalertragsteuer unterliegen (z. B. ausländische Kapitalerträge)
- wenn betriebliche Einkünfte erzielt wurden, die durch Buchführung ermittelt worden sind.

Darüber hinaus ist eine Einkommensteuererklärung verpflichtend, sofern eine Aufforderung zur Abgabe durch das Finanzamt erfolgt – etwa durch Zusendung von amtlichen Vordrucken.
Das österreichische Einkommensteuergesetz sieht eine Individualbesteuerung vor. Daher haben alle steuerpflichtigen Personen, welche zur Abgabe verpflichtet sind, eine separate Einkommensteuererklärung einzureichen – eine gemeinsame Veranlagung von (Ehe-)Partnern oder Familien ist nicht möglich.

## Erklärungsform
Grundsätzlich sind Einkommensteuererklärungen elektronisch über FinanzOnline beim zuständigen Finanzamt einzureichen. Ausnahmen hierfür gibt es für Personen, denen dies mangels technischer Voraussetzungen unzumutbar ist sowie für Personen, welche die Einkommensteuererklärung selbst einreichen und deren Vorjahresumsatz 30.000 Euro nicht überstiegen hat.
Einzureichen ist die Einkommensteuererklärung in beim zuständigen Finanzamt, somit dem Finanzamt Österreich oder – in Ausnahmefällen – dem Finanzamt für Großbetriebe.
Das Einkommensteuergesetz schreibt die Verwendung der amtlichen Vordrucke vor, sofern solche aufgelegt sind. Für die Einkommensteuererklärung sind dies in der Regel das Formular E1 für unbeschränkt Steuerpflichtige und das Formular E7 für beschränkt steuerpflichtige samt den in Frage kommenden Beilagen. Das Formular E2 dient dabei als Ausfüllhilfe.

### Beilagen (Auszug)
- E1a: für betriebliche Einkünfte aus selbständiger Arbeit oder Einkünfte aus Gewerbebetrieb als Einzelunternehmer
- E1b: für Einkünfte aus Vermietung und Verpachtung von Grundstücken und Gebäuden
- E1c: für pauschalierte Einkünfte aus Land- und Forstwirtschaft als Einzelunternehmer
- E1kv: für Einkünfte aus Kapitalvermögen
- E11: für Einkünfte aus einer Beteiligung an Personengesellschaften/-gemeinschaften (z. B. KG, OG, Vermietungsgemeinschaft u. a.)
- L1ab: Beilage zur Berücksichtigung von außergewöhnlichen Belastungen
- L1k: für die Berücksichtigung eines Kinderfreibetrages, Unterhaltsabsetzbetrages, außergewöhnliche Belastung für Kinder
- L1d: für die besondere Berücksichtigung von Sonderausgaben
- L1i: für Einkünfte aus nichtselbständiger Arbeit ohne Lohnsteuerabzug (z. B. ausländische Einkünfte aus einem Arbeitsverhältnis) und Zusatzangaben bei Erfüllung bestimmter grenzüberschreitender Kriterien

## Fristen
Die Bundesabgabenordnung schreibt für die Einkommensteuererklärung eine Abgabe bis zum 30. April des auf das Veranlagungsjahr folgenden Jahres vor. Erfolgt die Abgabe elektronisch über FinanzOnline, so ist diese Frist bis zum 30. Juni verlängert.
Die Frist kann über begründeten Antrag vom Finanzamt verlängert werden.
Bei Steuerpflichtigen, die die Erklärung durch einen steuerlichen Vertreter einreichen, bestehen mitunter darüber hinaus noch längere Fristen.
Sollten diese Fristen nicht eingehalten werden und eine Verspätung ist nicht entschuldbar, kann ein Verspätungszuschlag von bis zu 10 % der festgesetzten Einkommensteuer vom Finanzamt verhängt werden. Das Finanzamt hat darüber hinaus die Möglichkeit, nach vorheriger Androhung, die Abgabe der Erklärung durch Festsetzen von Zwangsstrafen von bis zu 5.000 Euro pro Fall zu erzwingen.